# المجال الثقافي لشرق آسيا
يشمل المجال الثقافي لشرق آسيا، والمعروف باسم سينوسفير، أو سينيك وورد، أو العالم الصينيّ، أو المجال الثقافي الصيني، بلدانًا متنوعة من شرق وجنوب شرق آسيا تأثرت تاريخيًا بشدة بالثقافة الصينية. قد تشمل بعض التعريفات أيضًا أقاليم أخرى، مثل منغوليا، وسيبيريا، بعد أن تأثرت بدرجة أقل من الصين.
تعتبر الثقافة الصينية، والثقافة اليابانية، والثقافة الكورية (ثقافتي كوريا الجنوبية وكوريا الشمالية)، والثقافة الفيتنامية بشكل عام ثقافات رئيسية في المجال الثقافي لشرق آسيا. كانت هونغ كونغ (الثقافة الكانتونية) وتايوان (آر أو سي)، جزء من الصين الكبرى وتعتبر من الهان الصينية. كانت تايوان وكوريا أيضًا دولتين استعماريتين يابانيتين، بينما شهدت فيتنام وهونغ كونغ احتلالًا يابانيًا قصيرًا خلال فترة الإمبراطورية اليابانية. بالإضافة إلى ذلك، كانت اليابان (تحت حكم أشيكاغا شوغونات)، وكوريا، وفيتنام في مرحلة ما دول تابعة للسلالات الصينية بعد تفاعلات سابقة واسعة.
تشمل السمات التاريخية والمشتركة للبلدان داخل المجال الثقافي لشرق آسيا الطب التقليدي، والعلوم، والأدب التاريخي والحديث، والفن، والمطبخ، والعمارة، والفلسفات التاريخية والحديثة، والمعتقدات والأديان، والهياكل السياسية التاريخية، والمؤسسات الاجتماعية، والقوانين، والطقوس، والعقائد، وما إلى ذلك. كانت الكونفوشية، والبوذية، والطاوية تخصصات مؤثرة في هذا المجال. تتنوع الممارسات الروحية بشكل كبير في جميع أنحاء المنطقة (على سبيل المثال، تعتبر الشنتو عنصرًا بارزًا للروحانية والتاريخ في اليابان). رغم التشابه، لا يُخلط بين مفاهيم المنطقة مثل الصين الكبرى (البر الرئيسي للصين، وماكاو، وتايوان، وهونغ كونغ، وغيرها) أو عالم سينوفون (ماليزيا وسنغافورة).
أصبحت اللغة الصينية الكلاسيكية، وهي رسم لفظي نشأ في الصين القديمة، لغة تواصل إقليمية مشتركة مبكرة في الشكل المكتوب، وعلى هذا النحو، كانت مسهلًا رئيسيًا للتبادل الثقافي في جميع أنحاء المنطقة. يُطلق على المقاطع الصينية بالترتيب هانزي (وتعني حروف الهان) في الصين، وكانجي في اليابان، وهانجا في كوريا، وتشو نوم في فيتنام. بالنسبة لمجال الصين الكبرى، تُستخدم كل من الصينية التقليدية والصينية المبسطة بين أنواع مختلفة من اللغات الصينية.
وفي الوقت نفسه، تشمل النصوص اللغوية المهمة الأخرى في المنطقة على كاتاكانا وهيراغانا من اليابان، وهانغل من كوريا، وبدرجة أقل، تشو نوم من فيتنام، والتي تتكون من مقاطع صينية مدمجة ظهرت لتمثيل اللغة الفيتنامية العاميّة. جنبًا إلى جنب مع تشو هان، تحول النص إلى هان نوم في فيتنام. استُخدمت النوم على نطاق واسع بين القرنين الخامس عشر والتاسع عشر حتى إدخال الأبجدية اللاتينية في القرن السابع عشر، والتي أصبحت بعد ذلك رسمية في فيتنام في القرن العشرين.
كان التفاعل الثقافي، والتبادل، وإعادة الاختراع أمر شائع في المجال الثقافي لشرق آسيا.
يمكن مقارنة مفهوم المجال الثقافي لشرق آسيا بمفاهيم مثل العالم العربي، والهند الكبرى، وإيران الكبرى، والعالم اللاتيني، والعالم التركي، والعالم الغربي وما إلى ذلك، حيث تشترك العديد من الشعوب أو الدول في ثقافات مشابهة، ولغات وديانات مماثلة.

## المصطلح
تعتبر الصين واحدة من مراكز الحضارة، مع الثقافات الناشئة التي نشأت من هجرة مستوطنين الهان الأصليين من النهر الأصفر والتي تعتبر بشكل عام نقطة بداية عالم شرق آسيا. اليوم، يبلغ عدد سكانها حوالي 1.43 مليار نسمة.
صاغ المؤرخ الياباني نيشيجيما ساداو (1919-1998)، وهو أستاذ فخري في جامعة طوكيو، مصطلح، «منطقة شرق آسيا الثقافية»)، ليصور مجال ثقافي صيني أو شرق آسيوي متميز عن ثقافات الغرب. وفقًا لنيشيجيما، فإن هذا المجال الثقافي، الذي يشمل الصين، واليابان، وكوريا، وفيتنام، الممتد من مناطق بين منغوليا وجبال الهيمالايا، يشترك في الفلسفة الكونفوشية، والدين البوذي، وبنى سياسية واجتماعية مماثلة.